# Amaxia ornata
Amaxia ornata is een beervlinder uit de familie van de spinneruilen (Erebidae). De wetenschappelijke naam van de soort is voor het eerst geldig gepubliceerd in 1989 door de Toulgoët.